# Језеришче
Језеришче или Језјаришча (рус. Езерище; блр. Езярышча) језеро је у Гарадочком рејону Витепске области, на крајњем северу Републике Белорусије, на самој граници са Псковском облашћу Руске Федерације.
Године 1959. на месту на којем из језера истиче река Обаљ подигнута је брана и хидроелектрана, што је довело да раста нивоа воде у језеру. Раст нивоа воде довео је до интензивније абразије његових обала.
Језеро је ледничког порекла и настало је пре око 10 хиљада година.
На његовој југозападној обали сместила се варошица Језјаришча, а на једном од његових острва налазе се остаци средњовековног утврђења.

## Карактеристике
Језеро Језеришче има неправилан облик и протеже се правцем исток-запад дужином од 8,9 км, односно до 2,6 км у правцу север-југ. Површина акваторије је 15,4 км², односно басена од 264 км².
Максимална дубина је до 11,5 метара, у просеку око 4,4 метра. Дужина обалске линије је 32,8 км. Обале су знатно издигнутије на северу са руске стране и достижу висине до 25 метара, док су јужне и источне обале знатно ниже и постепено прелазе у плавну равницу.
На језеру се налази 20 острва укупне површине око 0,67 км².
У језеро се уливају три мање реке (Трезубка, Агнеш и Дубовка) и неколико притока, а његова једина отока је река Обаљ која је уједно веза Језеришча са Западном Двином и Балтичким морем.

## Живи свет
У језеру обитава преко 25 различитих рибљих врста и на њему се обавља привредни риболов. најраширеније рибље врсте су смуђ, деверика, штука, јегуља, кедер, деверика, манић, шаран, јаз.
Због бројних птичијих врста које се гнезде на његовим обалама и на острвима у језеру, године 1979. је подручје око језера проглашено за орнитолошки резерват.